# Edoardo Amaldi (ruimtevaartuig)
De Edoardo Amaldi ATV of Automated Transfer Vehicle 003 (ATV-003) is een Europees onbemand ruimtevaartuig, vernoemd naar de Italiaanse natuurkundige Edoardo Amaldi. Het tuig werd op 23 maart 2012 gelanceerd met een Ariane 5-raket vanop het Centre Spatial Guyanais nabij Kourou (de lancering was eerst voorzien voor 9 maart). Het had een totaalgewicht van meer dan 20 ton en bracht ongeveer 6,6 ton aan brandstof, zuurstof, water, wetenschappelijke uitrusting en bevoorrading voor de astronauten van ISS Expeditie 30 naar het Internationaal Ruimtestation ISS. Op 28 maart 2012 werd het gekoppeld aan het ISS. Met de stuwmotoren van de ATV-003 werd het ISS tevens naar een hogere omloopbaan geduwd.
De Edoardo Amaldi is de derde ATV, na de Jules Verne in 2008 en de Johannes Kepler in 2011. De ATV-003 is om 23:44 CEST op 28 augustus van het ISS ontkoppeld, waarna het, gevuld met afval, moest verbranden tijdens de terugkeer in de atmosfeer. De volgende ATV is ATV-004 Albert Einstein, voorzien voor lancering in 2013.